# Амбијенти
Амбијенти су били српски часопис посвећен архитектури, дизајну, ентеријеру, техници, култури и другим сродним темама.
Часопис је штампан у боји, на кунстдрук папиру, а текстови су се бавили градовима, зградама, ентеријерима, намештајем, дизајном итд. Изашло је 45 бројева.
Оснивачи часописа су били Небојша Бабић и Војислав Мијаиловић.